# Burnaia helicochorda
Burnaia helicochorda är en snäckart som först beskrevs av Miller 1988.  Burnaia helicochorda ingår i släktet Burnaia och familjen snigelkottar. Inga underarter finns listade i Catalogue of Life.